# Linneagrundet
Linneagrundet  is een Zweeds eiland behorend tot de Lule-archipel. Het is gelegen 2 kilometer ten zuidoosten van Germandön. Het eiland heeft geen oeververbinding en is bebouwd met overnachtinghuisjes. Het behoort tot het Bådan Natuurreservaat.